# Smithfield (Kentucky)
Smithfield es una ciudad ubicada en el condado de Henry en el estado estadounidense de Kentucky. En el Censo de 2010 tenía una población de 106 habitantes y una densidad poblacional de 300,93 personas por km².

## Geografía
Smithfield se encuentra ubicada en las coordenadas 38°23′12″N 85°15′17″O / 38.38667, -85.25472. Según la Oficina del Censo de los Estados Unidos, Smithfield tiene una superficie total de 0.35 km², de la cual 0.35 km² corresponden a tierra firme y (0%) 0 km² es agua.

## Demografía
Según el censo de 2010, había 106 personas residiendo en Smithfield. La densidad de población era de 300,93 hab./km². De los 106 habitantes, Smithfield estaba compuesto por el 96.23% blancos, el 0.94% eran afroamericanos, el 1.89% eran amerindios, el 0% eran asiáticos, el 0% eran isleños del Pacífico, el 0% eran de otras razas y el 0.94% pertenecían a dos o más razas. Del total de la población el 0.94% eran hispanos o latinos de cualquier raza.